# Tuima-klass
Tuima-klass var en fartygsklass bestående av snabba robotbåtar i den finländska marinen. 

## Historia
Tuima-klassen byggdes åren 1974-1975 i Sovjetunionen och var av Sovjetisk Osa II-klass. När robotbeväpningen blev föråldrad i slutet på 1980-talet beslöts det att fartygen skulle byggas om till snabba minläggare. Fartygen Tuima och Tuuli modifierades åren 1993-1994 vid Nystads rederi och i processen tog man bort de föråldrade sjömålsrobotarna, förnyade backerna, installerade minskenor och minförflyttningsutrustning samt förnyade vapnens riktningssystem. Fartygen Tuisku och Tyrsky genomgick senare en lättare grundförbättring för att omvandla dem till minfartyg. Tuima-klassens fartyg tillhörde den 5. minflottiljen som var baserad vid Obbnäs, cirka 50 km väster om Helsingfors.
Tuima-klassen togs ur bruk 2002–2003. Fartygen låg en tid i Lovisa och det var tänkt att en av dem skulle ställas ut i det nya marinmuseet i Kotka. I oktober meddelade dock det finska försvarsministeriet att samtliga fyra robotbåtar skulle säljas till Egypten, där de skulle iståndsättas och tas i aktivt bruk. Fartygen ersattes av Rauma-klassens robotbåtar.

## Egenskaper
Tuima-klassens robotbåtar hade tre stycken 56-cylindriga stjärnmotorer om 3 500 kWh. Under grundrenoveringen tog man bort den mellersta motorn och propellern ur Tuima och Tuuli för att man skulle få plats med minläggningsutrustning. Reparationerna gjordes vid Nystads varv åren 1993-1994. Samtidigt sänktes topphastigheten med åtta knop. Tuisku och Tyrsky byggdes enbart lite om och där byttes enbart robotutrustningen ut mot minor.

## Benämningar
- Tuima (11)
- Tuuli (12)
- Tuisku (14)
- Tyrsky (16)